# Карасюк Іван Маркіянович
Іван Маркіянович Карасюк (народ. 23 листопада 1923 року, с. Сари Гадяцького району) — український вчений у галузі агрономії, професор, почесний член товариства ґрунтознавців і агрохіміків України.

## З біографії
Закінчив Сарівську середню школу. У період з 1 жовтня 1941 року до 1 травня 1945 року — учасник бойових дій Південно-Західного, Західного, Волховського, Ленінградського, Другого і Третього Прибалтійських, Першого Білоруського фронтів. Після демобілізації у березні 1947 року в 1947—1952 рр. навчався в Уманському СГІ. В 1952—1956 рр. працював на дільничним агрономом Уманської МТС, завідувачем сільгоспвідділу і секретарем райкому в зоні Уманської МТС.
Надалі обрав наукову кар'єру. В 1956—1959 рр. — аспірант кафедри загального землеробства Уманського СГІ й одночасно в 1958—1962 рр. асистент, старший викладач кафедри організації сільськогосподарських підприємств цього інституту. У 1960 р. захистив кандидатську дисертацію на тему: «Поліпшення зяблевого обробітку ґрунту під цукрові буряки в умовах Лісостепу України», після чого в 1962—1973 рр. працював доцентом кафедри агрохімії і ґрунтознавства, декан агрономічного факультету Уманського СГІ. У 1970 р. захистив докторську дисертацію на тему «Поліпшення системи зяблевого обробітку ґрунту під просапні культури в зернобурякових сівозмінах південно-західного Лісостепу України». В 1973—1989 рр. — проректор з навчально-виховної та наукової роботи Уманського сільськогосподарського інституту, з 1979 р. — завідувач кафедри агрохімії і ґрунтознавства, з 1982 р. — професор Уманського СГІ. З 1988 р. — голова Уманського відділення Українського товариства ґрунтознавців і агрохіміків.

## Почесні звання і нагороди
У 1998 році удостоєний диплома «Почесний ґрунтознавець України».
В 1988 р. Указом Президії Верховної Ради України від 30 вересня присвоєно звання «Заслужений працівник освіти Української РСР».
З 1998 р. — голова Ради ветеранів Уманського ДАУ, з 2000 р. — довічний стипендіат Президента України.
В 2003 р. рішенням ученої ради університету вперше присвоєно звання заслуженого професора Уманського ДАУ.
На початку 2008 року обраний академіком Міжнародної академії аграрної освіти.
За активну участь у захисті Вітчизни та у відбудові і розбудові народного господарства України нагороджений орденами Червоної Зірки, Вітчизняної війни 1-2 ступеня, «За мужність» 3-го ступеня, понад 20 медалями, в тому числі «За відвагу», а також пам'ятними нагрудними знаками міністерств і відомств: «Відмінник соціалістичного сільського господарства» (1974 р.) «За відмінні успіхи в роботі» (1983 р.) «Знак пошани» (2003 р.) «Відмінник освіти і науки» 1 ступеня (2004 р.); почесними грамотами і цінними подарунками, серед них годинники і Почесними грамотами Президії Верховної Ради УРСР (1984 р.) і Верховної Ради України (2004 р.)

## Науковий доробок
Як керівник наукової школи підготував два доктори і 11 кандидатів наук, автор понад 400 наукових праць, в тому числі: монографії, підручники, навчальні посібники.